# Friedrich Loeffler (Mediziner, 1815)

Gottfried Friedrich Franz Loeffler

Gottfried Friedrich Franz Loeffler (* 1. November 1815 in Stendal; † 22. Februar 1874 in Berlin) war Militärarzt im Dienst des preußischen Heeres, in dessen Sanitäts- und Ausbildungswesen er ranghohe Positionen innehatte. So wirkte er als Armeearzt der 1. und später der 2. Preußischen Armee sowie als Subdirektor der Militärärztlichen Bildungsanstalten in Berlin und als Professor für Kriegsheilkunde. Im Jahr 1864 unterzeichnete er für das Königreich Preußen die erste Genfer Konvention. Sein Sohn war der Mikrobiologe und Hygieniker Friedrich Loeffler.

## Leben
Gottfried Friedrich Franz Loeffler wurde 1815 in Stendal geboren und absolvierte nach dem Abschluss des Gymnasiums in seiner Geburtsstadt ab 1833 eine medizinische Ausbildung am Medicinisch-chirurgischen Friedrich-Wilhelm-Institut in Berlin. Er trat im April 1837 als Subchirurgus in den Armeedienst ein und wurde im September desselben Jahres Doktor. Im Jahr 1843 wurde er zum Pensionärarzt und vier Jahre später zum Stabsarzt befördert. Nach seiner Ernennung zum Regimentsarzt im Jahr 1849 war er bis 1860 in Frankfurt (Oder) stationiert, im selben Jahr folgte die Ernennung zum Korps-Generalarzt und die Versetzung nach Posen sowie 1861 im gleichen Rang nach Magdeburg. In Frankfurt an der Oder wurde 1852 sein Sohn Friedrich geboren, der später als Mikrobiologe und Hygieniker Bekanntheit erlangte. Sein Enkel war der Orthopäde Friedrich Loeffler.
Gottfried Friedrich Franz Loeffler gehörte im Oktober 1863 der preußischen Delegation zur internationalen Konferenz in Genf an, auf der Maßnahmen zur Verbesserung der Versorgung von Verwundeten im Krieg verhandelt wurden. Er betonte während dieser Konferenz mit Unterstützung des Schweizer Arztes Louis Appia, wie drei Jahre zuvor in der von 1860 bis 1862 publizierten Preussischen Militärärztlichen Zeitung, die Notwendigkeit der Einführung eines unverwechselbaren Zeichens zur Kennzeichnung von Ärzten, Sanitätern und Lazaretten im Felddienst. Diese Idee führte basierend auf einem Vorschlag des Schweizer Generals Guillaume-Henri Dufour zur Einführung des Roten Kreuzes als Schutzzeichen. Während der diplomatischen Konferenz, die im August des folgenden Jahres ebenfalls in Genf stattfand, unterzeichnete er für das Königreich Preußen die erste Genfer Konvention „betreffend die Linderung des Loses der im Felddienst verwundeten Militärpersonen“. In der Folgezeit setzte er sich für die Gründung und den Ausbau freiwilliger Hilfsgesellschaften ein, wie sie in den Beschlüssen der Konferenz von 1863 vorgeschlagen worden waren, und nahm 1868 auch an der Konferenz teil, auf der die später nicht umgesetzten Zusatzartikel zur Konvention von 1864 ausgearbeitet wurden.
Während des Preußisch-Österreichischen Krieges von 1866 war Gottfried Friedrich Franz Loeffler Armeearzt der 1. Preußischen Armee. Ein Jahr später wurde er im März zum Subdirektor der Militärärztlichen Bildungsanstalten in Berlin ernannt, an denen er darüber hinaus im Oktober Professor der Kriegsheilkunde wurde. Basierend auf seinen Erfahrungen aus dem Krieg von 1866 veröffentlichte er in den Jahren 1868 und 1869 in zwei Teilen das Werk „Das Preussische Militär-Sanitätswesen und seine Reform nach der Kriegserfahrung 1866“. Im Deutsch-Französischen Krieg von 1870 bis 1871 war er als Armeearzt der 2. Preußischen Armee tätig. Von 1867 bis zu seinem Tod wirkte er als Vorsitzender der Berliner Militärärztlichen Gesellschaft. Er starb 1874 in Berlin.

## Werke
- Grundsätze und Regeln für die Behandlung der Schusswunden im Kriege. Ein Beitrag zur Kriegsbereitschaft. Berlin 1859
- General-Bericht über den Gesundheitsdienst im Feldzuge gegen Dänemark 1864. Berlin 1867 (nur erster Teil erschienen)
- Das Preussische Militär-Sanitätswesen und seine Reform nach der Kriegserfahrung 1866. Berlin 1868/1869. GoogleBooks